# Ruine Hasensprung
Die Ruine der Burg Hasensprung liegt bei Pratval (Gemeinde Domleschg GR) im schweizerischen Kanton Graubünden.

## Lage
Die Ruine der Höhenburg liegt bei 690 m ü. M. auf einem kleinen Hügel am westlichen Dorfrand Pratvals. Von Süden war die Burg durch einen Graben geschützt.

## Anlage
Die Reste der einstigen Burg Hasensprung sind stark überwachsen und mit Schutt überdeckt; die einstigen baulichen Zusammenhänge sind kaum mehr erkennbar. Vom Turm hat sich nur noch die nordöstliche Ecke erhalten. Auffallend sind das genaue lagerhaft geschichtete Mauerwerk und die grossen Eckbossen mit Kantenschlag. Die Maskenskulptur, die Clavadetscher Anfang der 1980er Jahre noch erkannte, ist nicht mehr zu sehen.

## Geschichte
Schriftliche Unterlagen über Entstehung und Geschichte der Burg fehlen, der Turm dürfte jedoch im 13. Jahrhundert errichtet worden sein. In einem Urbar um 1370 wird Hasensprung erwähnt: «ager dictus air de Plan contingit versus Rautels (Rodels) colli de Hasensprung».
Denkbar als Besitzer sind die Freiherren von Vaz, von denen die Burg an die Werdenberger gelangte und 1451 in der Schamserfehde zerstört wurde.

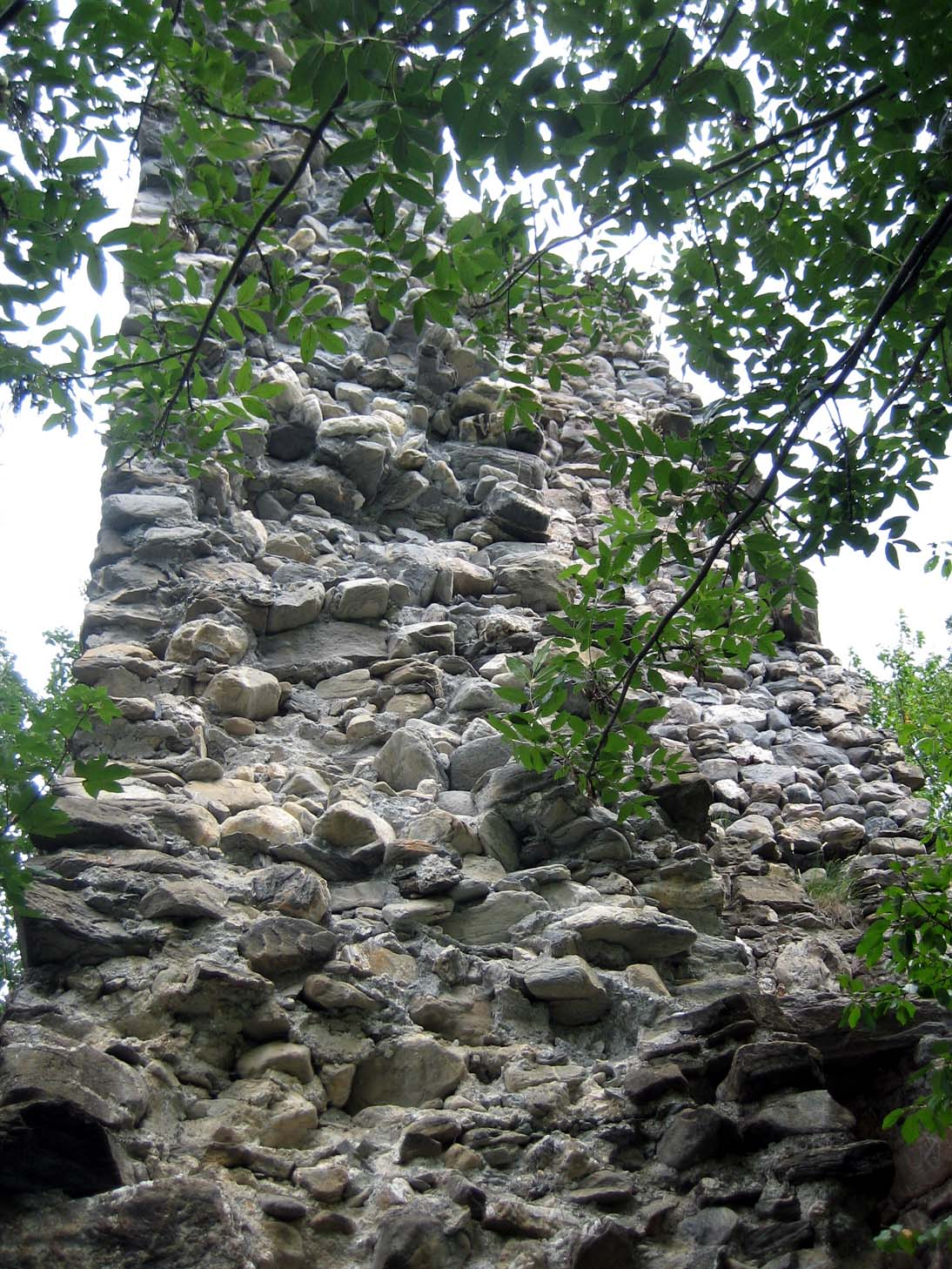
Südlicher Mauerabbruch
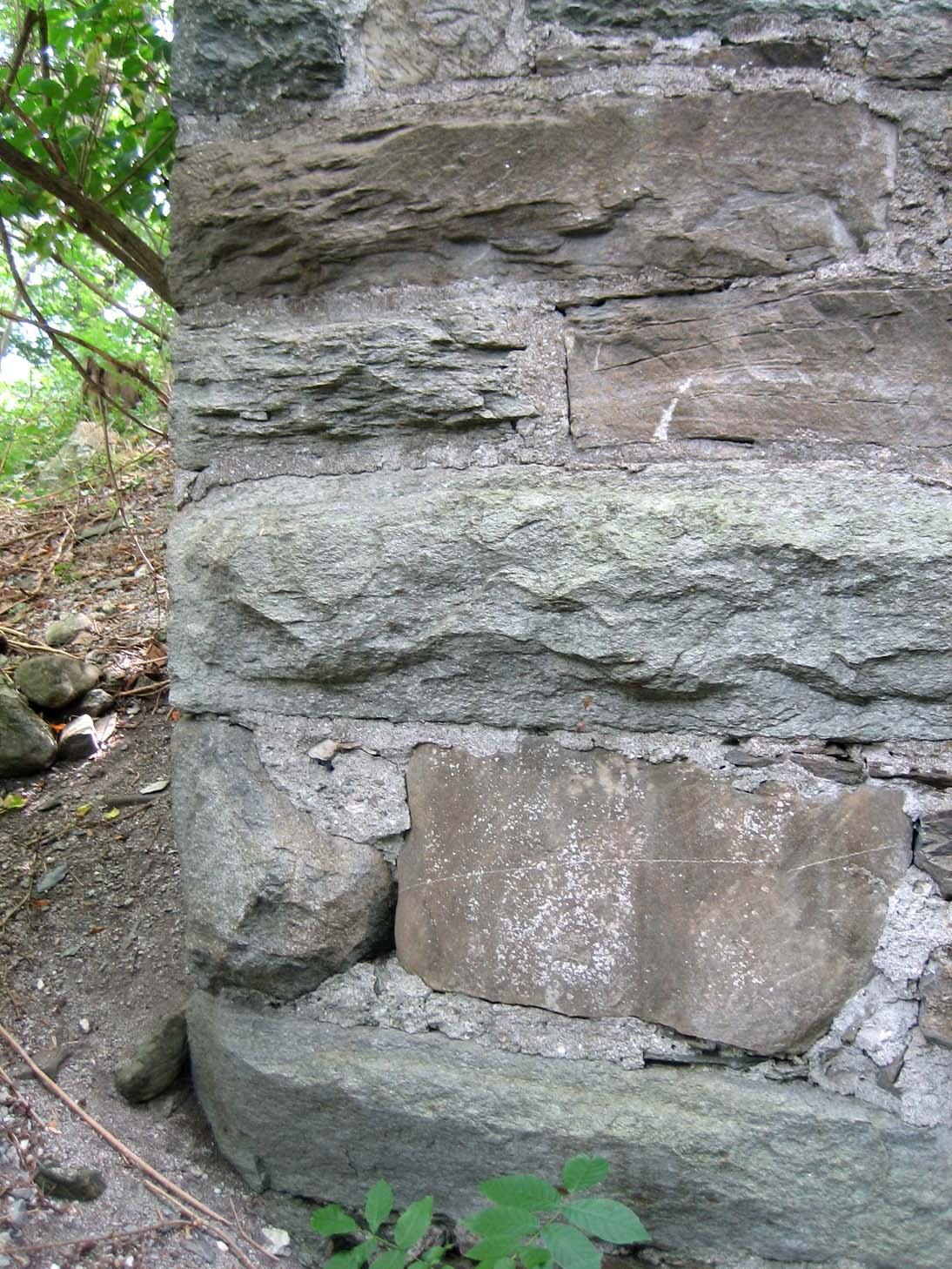
Nordostecke
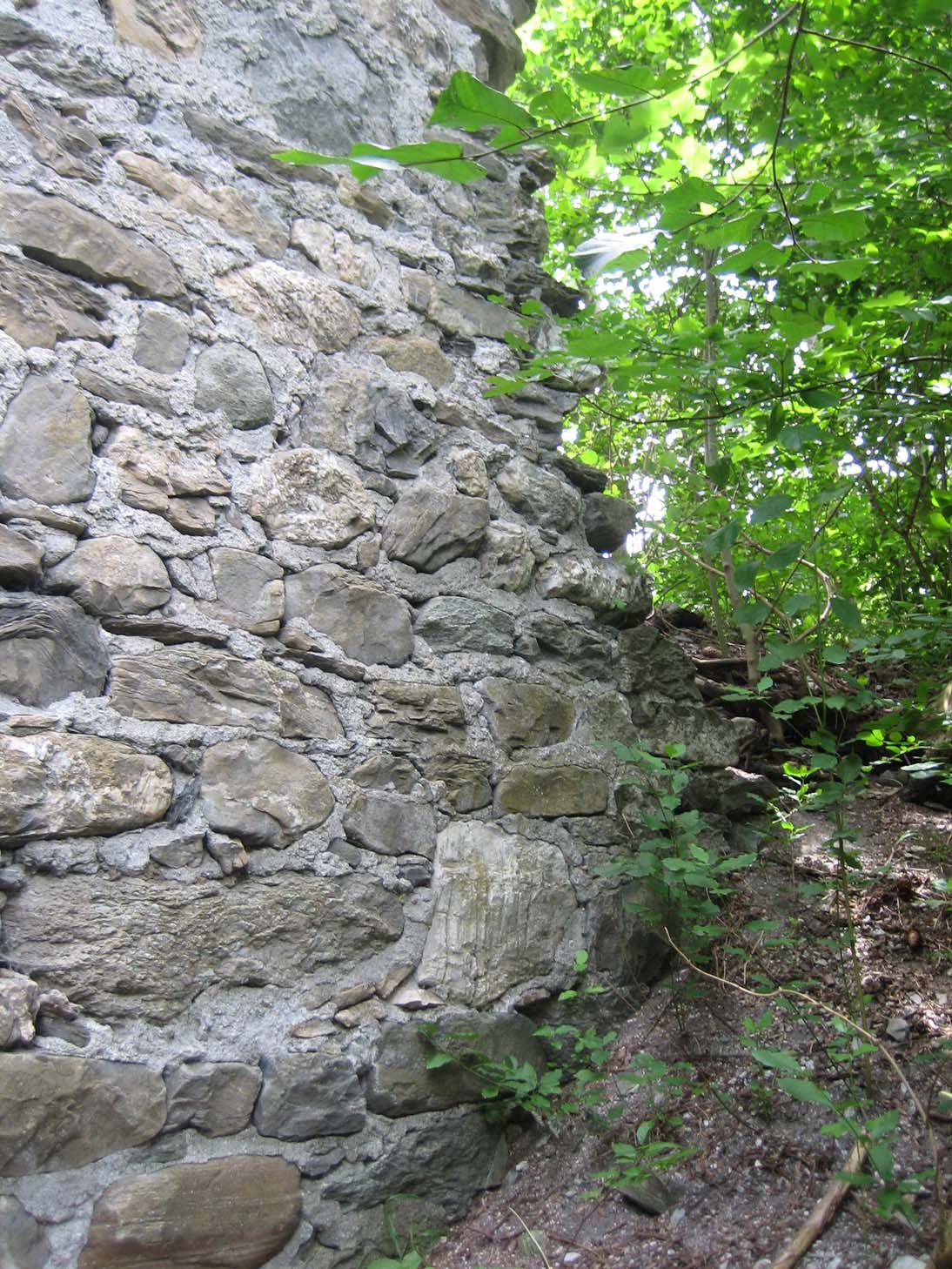
Nordecke
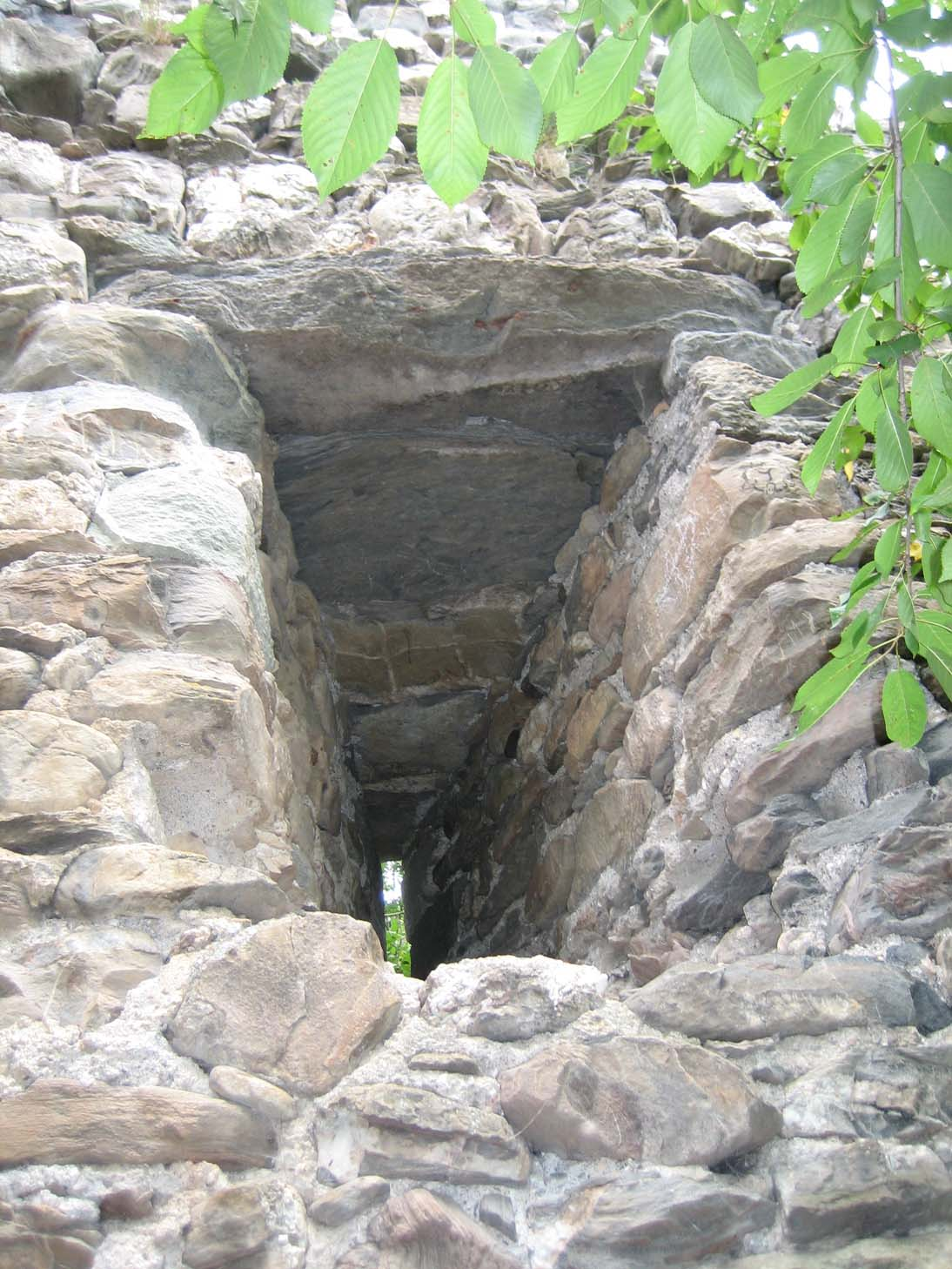
Schartenfenster